# Ур (река)
Ур — река в Кемеровской области России. Устье реки находится в 518 км по левому берегу реки Иня. Длина реки составляет 102 км.

## Бассейн
- 4 км: река без названия
- 40 км: Уськанда
  - 0,5 км: река без названия
- 66 км: Хомутина
- 77 км: Бирюля
  - 19 км: Еловка
- 85 км: Подкопённая

## Данные водного реестра
По данным государственного водного реестра России относится к Верхнеобскому бассейновому округу, водохозяйственный участок реки — Иня, речной подбассейн реки — бассейны притоков (Верхней) Оби до впадения Томи. Речной бассейн реки — (Верхняя) Обь до впадения Иртыша.